# Schütte-Lanz G.I
Schütte-Lanz G.I – niemiecki eksperymentalny samolot bombowy w układzie dwupłatu z okresu I wojny światowej, zaprojektowany i zbudowany w wytwórni Schütte-Lanz. Wyprodukowana w jednym egzemplarzu maszyna nie weszła do produkcji seryjnej.

## Historia
Znana z produkcji sterowców niemiecka wytwórnia Schütte-Lanz zbudowała w okresie I wojny światowej serię prototypów samolotów, z których jednak żaden nie trafił do produkcji seryjnej. Jedną z takich konstrukcji była eksperymentalna maszyna zbudowana na podstawie powstałej w 1914 roku koncepcji Kampfflugzeug (dosłownie samolotu bitewnego). Początkowo samolot otrzymał oznaczenie Schütte-Lanz K.I (kategoria K), zmienione później na G.I (kategoria dwusilnikowych samolotów bombowych). Pokryty sklejką kadłub prototypu miał przekrój pięcioboczny, przy czym górna część była płaska, boki zwężały się, a dwie dolne powierzchnie stykały się pod kątem na środku spodu kadłuba. Dwa silniki Mercedes D.III o mocy 118 kW (160 KM) każdy zostały zamontowane na przedzie dolnych płatów w konfiguracji pchającej, typowej dla większości niemieckich dwusilnikowych samolotów tamtych czasów. Ich śmigła otrzymały wydłużone wały, sięgając poza krawędzie spływu skrzydeł. Usterzenie składało się z trójkątnego statecznika poziomego ciągnącego się prawie przez połowę długości kadłuba oraz małych rozmiarów sterów wysokości i kierunku. W przedniej kabinie znajdowało się stanowisko strzelca, wyposażone w ruchomy karabin maszynowy.
Schütte-Lanz G.I został zbudowany na przełomie 1914 i 1915 roku. Okazał się zbyt ciężki i miał słabe osiągi, więc jego rozwój zakończył się na etapie prototypu.

## Opis konstrukcji i dane techniczne
Schütte-Lanz G.I był dwusilnikowym eksperymentalnym samolotem w układzie dwupłatu. Długość samolotu wynosiła 12 metrów, a jego wysokość 4,2 metra. Rozpiętość skrzydeł wynosiła 22 metry, a powierzchnia nośna 100 m². Masa własna wynosiła 1850 kg, zaś masa całkowita (startowa) 3100 kg. Napęd samolotu stanowiły dwa chłodzone cieczą 6-cylindrowe silniki rzędowe Mercedes D.III o mocy 118 kW (160 KM) każdy, napędzające śmigła pchające. Prędkość maksymalna samolotu wynosiła 125 km/h, a długotrwałość lotu sześć godzin.
Uzbrojenie stanowił umieszczony w przedniej kabinie pojedynczy ruchomy karabin maszynowy Parabellum kalibru 7,92 mm.